# Choeromorpha murina
Choeromorpha murina är en skalbaggsart som beskrevs av Stefan von Breuning 1939. Choeromorpha murina ingår i släktet Choeromorpha och familjen långhorningar. Inga underarter finns listade i Catalogue of Life.